# Patrick deWitt

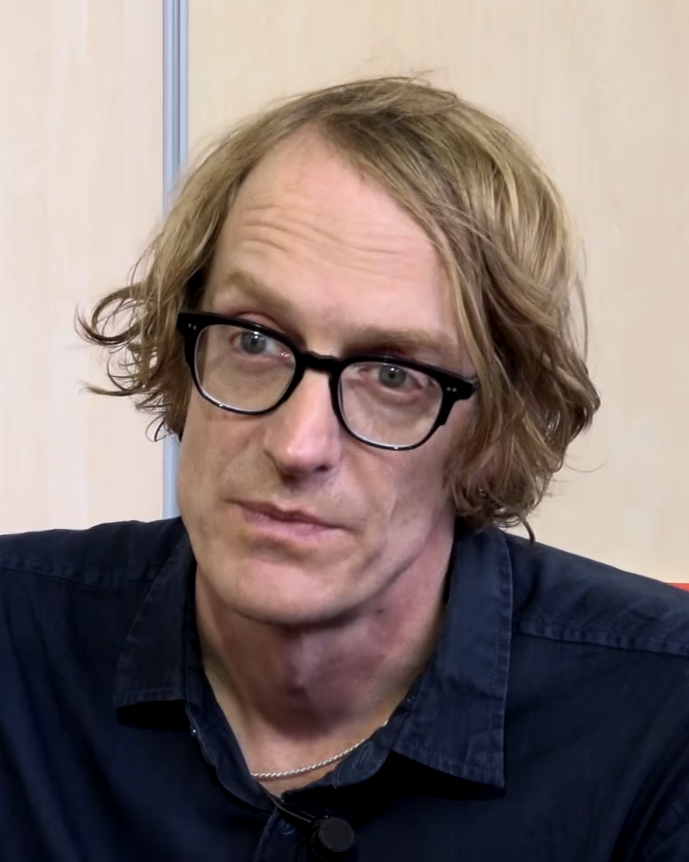
Patrick deWitt (2018)

Patrick deWitt (* 1975 auf Vancouver Island, British Columbia, Kanada) ist ein kanadischer Romanschriftsteller.

## Leben
De Witt lebte eine Zeitlang in Kalifornien, bevor er nach Portland in Oregon zog, wo er noch heute lebt. 
Sein Roman The Sisters Brothers wurde von Jacques Audiard verfilmt und feierte Premiere im Wettbewerb der Filmfestspiele von Venedig 2018. Sein Roman French Exit wurde mit Michelle Pfeiffer in der Hauptrolle von Azazel Jacobs verfilmt und erstmals im Oktober 2020 als Abschlussfilm des New York Film Festivals gezeigt. deWitt war hieran als Drehbuchautor beteiligt.

## Ehrungen und Auszeichnungen
- 2009: New York Times Editors' Choice Book für Ablutions.
- 2011: Shortlist für den Booker Prize für The Sisters Brothers.
- 2011: Shortlist für den Scotiabank-Giller-Preis für The Sisters Brothers.
- 2011: Preisträger des Rogers Writers’ Trust Fiction Prize für The Sisters Brothers.
- 2011: Preisträger des Governor General’s Award for Fiction für The Sisters Brothers.
- 2012: Preisträger der Stephen Leacock Memorial Medal for Humour für The Sisters Brothers.
- 2012: Shortlist für den britischen Walter Scott Prize for historical fiction für The Sisters Brothers.

## Veröffentlichungen
- 2009: Ablutions, Notes for a Novel. Houghton, Mifflin, Harcourt, Boston, Massachusetts, USA, ISBN 978-0-151014989.
- 2011: The Sisters Brothers. ECCO, New York City, USA, ISBN 978-0-062-04126-5.
  - 2012: The Sisters Brothers. Übers. Marcus Ingendaay, Manhattan Verlag, München, ISBN 978-3-442-54700-5.
- 2015: Undermajordomo Minor. ECCO, New York City 2015, USA, ISBN 978-0-062-28120-3.
  - 2016: Der Diener, die Dame, das Dorf und die Diebe. Übers. Jörn Ingwersen, Manhattan Verlag, München, ISBN 978-3-442-54774-6.
- 2018 French Exit. ECCO, New York City, USA, ISBN 978-0062846921.
  - 2019: Letzte Rettung: Paris. Übers. Andreas Reimann, Kiepenheuer & Witsch, Köln, ISBN 978-3-462-05233-6.